# Plesiothalassius natalensis
Plesiothalassius natalensis är en tvåvingeart som beskrevs av Ulrich 1991. Plesiothalassius natalensis ingår i släktet Plesiothalassius och familjen styltflugor. Inga underarter finns listade i Catalogue of Life.